# Masae Kasai
Masae Kasai (jap. 河西昌枝 Kasai Masae; ur. 14 lipca 1934 w Minami-Arupusu, zm. 3 października 2013 w Tokio) – japońska siatkarka grająca jako rozgrywająca, medalistka olimpijska.

## Osiągnięcia reprezentacyjne
- Igrzyska Olimpijskie 1964